# Държавен архив – Враца
Държавен архив – Враца е отдел в дирекция „Регионален държавен архив“ – Монтана.

## Дейност
В него се осъществява подбор, комплектуване, регистриране, обработване, съхраняване и предоставяне за използване на определените за постоянно запазване документи на областната администрация, на общините на територията на Врачанска област, на териториалните структури на държавните органи и на други държавни и общински институции, организации и значими личности от местно значение, както и научно-методическото ръководство и контрол на организацията на работата с документите в деловодствата и учрежденските архиви, тяхното опазване и използване.
Към архива функционират читалня, библиотека и изложбена зала. В научно-справочната библиотека са заведени 2000 тома специализирана литература по история, архивистика и други области на науката, речници, енциклопедии, справочници, пътеводители, каталози, документални сборници, периодични издания.

## История
Архивът е създаден през 1952 г. като отдел на Окръжно управление на МВР – Враца на основата на Указ № 515 на Президиума на Народното събрание и ПМС № 344 от 18.04.1952 г. От 1961 г. е на административно подчинение на Окръжен народен съвет – Враца, от 1988 г. е в структурата на Община Враца. През 1992 г. преминава на пряко административно подчинение на Главно управление на архивите при Министерски съвет. От 1978 г. получава статут на дирекция, а през 2010 г. е преструктуриран в отдел. От 1952 г. до 1960 г. архивът се помещава в сградата на МВР – Враца, а от 1960 г. се премества на ул. „Антим І“ № 8.

## Ръководители
През годините ръководители на архива са:
- Никола Василев Митев (1952 – 1958)
- Трифон Вълов Трифонов (1958 – 1960)
- Георги Иванов Сарафов (1960 – 1980)
- Николай Стойков Христов (1980 – 1999)
- Велинка Михайлова Военкина (1999 – 2010)
- Маргарита Василева (2010 – )

## Фонд
След промените в административно-териториалното деление на страната през 1959 г. на новосъздадените архиви във Видин и Монтана са предадени 520 фонда с документи на селища от техния териториален обхват, а през 1962 г. – други 25 фонда на архива в Плевен. През 2003 г. е приет фондовият масив на ОК на БКП, възлизащ на 216,82 линейни метра с 1022 архивни фонда и 21622 архивни единици, 1753 спомена, 494 частични постъпления и 918 отделни документални материала.
Общата фондова наличност на архива към 1 януари 2017 г. възлиза на 2450,56 линейни метра с 2911 архивни фонда (2816 учрежденски и 95 лични) и общ брой 189 398 архивни единици, 694 спомена и 250 частични постъпления; от масив „Б“ – 214 частични постъпления и 1713 спомена. Застрахователният фонд се състои от 272 139 кадъра негатив и позитив.